# Jayme Campos
Jayme Veríssimo de Campos GOMM (Várzea Grande, 13 de setembro de 1951) é um político brasileiro filiado ao União Brasil (UNIÃO), atual senador por Mato Grosso há dois mandatos. Pelo mesmo estado, foi governador e prefeito de Várzea Grande durante três mandatos.

## Biografia
Filho de político, iniciou na política pela Arena ajudando o irmão Júlio Campos em suas campanhas eleitorais.
Em 1982 elege-se pela primeira vez prefeito de sua cidade natal, Várzea Grande, pelo então PDS. Em 1990, já pelo PFL, elege-se governador de Mato Grosso. Em 1993, como governador, Jayme foi admitido pelo presidente Itamar Franco à Ordem do Mérito Militar no grau de Grande-Oficial especial.
Em 1996 é eleito novamente a prefeitura de Várzea Grande, reelegendo-se em 2000.
Foi senador da República, eleito em 2006 com 61% do votos válidos.
Entre 2011–2012 presidiu a Comissão de Assuntos Sociais (CAS) do Senado Federal.
Em 2016, sob mandato de sua esposa Lucimar Sacre de Campos, foi nomeado a cargo de Secretário de Assuntos Estratégicos da Prefeitura de Várzea Grande.
Em junho de 2019, votou contra o Decreto das Armas do governo, que flexibilizava porte e posse para o cidadão.
Em 12 de maio de 2025, disse ter sido uma das vítimas de descontos irregulares do escândalo da fraude no Instituto Nacional do Seguro Social (INSS).